# والیهان سایلیکه
والیهان سایلیکه (به انگلیسی: Walihan Sailike؛ زادهٔ ۳ مارس ۱۹۹۲) یک کشتی‌گیر فرنگی‌کار اهل چین است.
از افتخارات وی می‌توان به کسب مدال برنز المپیک ۲۰۲۰ توکیو و مدال برنز مسابقات قهرمانی کشتی جهان ۲۰۱۸ اشاره کرد.

## فعالیت حرفه‌ای

### مسابقات قهرمانی کشتی جهان ۲۰۱۸
سایلیکه در وزن ۶۰ کیلوگرم کشتی فرنگی مسابقات قهرمانی کشتی جهان ۲۰۱۸ بوداپست حاضر بود که در مسابقه اول و دوم کرم کمال از ترکیه و پرزمیسلاو پیاتک از لهستان را شکست داد اما در دور بعد به ویکتور کیوبانو از رومانی باخت و با توجه به حضور این کشتی‌گیر در فینال، به دیدار شانس مجدد رفت. او در اولین مسابقه شانس مجدد اتینه کینسینگر از آلمان را شکست داد و به دیدار رده‌بندی راه یافت. وی در دیدار رده‌بندی کریستین فریس از صربستان را شکست داد و مدال برنز وزن ۶۰ کیلوگرم را بدست آورد.

### المپیک ۲۰۲۰ توکیو
سایلیکه در وزن ۶۰ کیلوگرم کشتی فرنگی المپیک ۲۰۲۰ توکیو حاضر بود که در کشتی اول اتینه کینسینگر از آلمان را شکست داد اما در کشتی بعد به کنیچیرو فومیتا از ژاپن باخت و با توجه به حضور این کشتی‌گیر در فینال، به دیدار شانس مجدد رفت. او در مرحله شانس مجدد عبدالکریم فرقات از الجزایر را شکست داد و به دیدار رده‌بندی رسید. وی در این دیدار لنور تمیروف از اوکراین را شکست داد و مدال برنز وزن ۶۰ کیلوگرم را بدست آورد.